# Mesochorus brullei
Mesochorus brullei là một loài tò vò trong họ Ichneumonidae.